# Colgate-Palmolive Grand Prix 1979

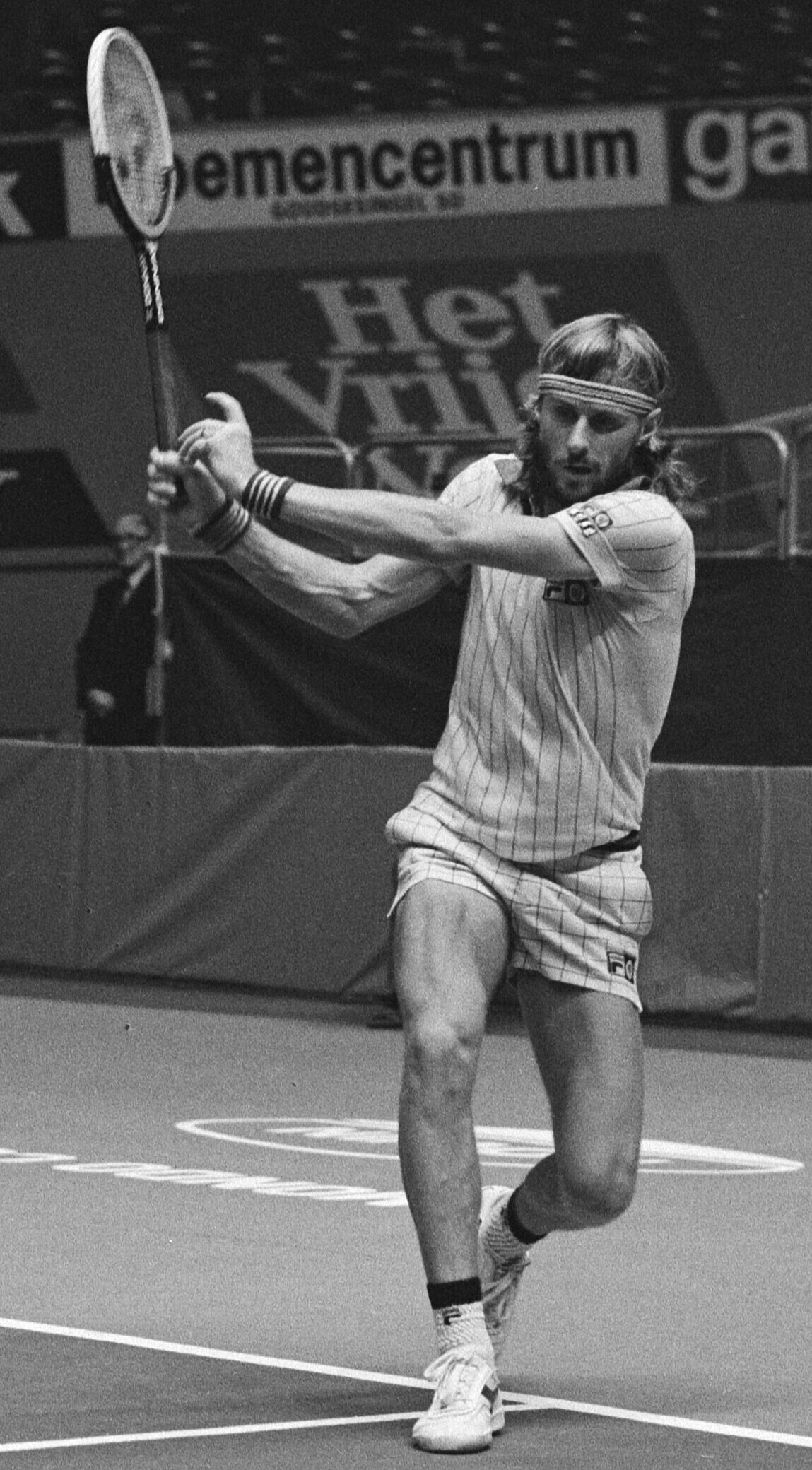
Fotografia del suec Björn Borg.

El Colgate-Palmolive Grand Prix 1979 és el circuit de tennis professional masculí de l'any 1979 organitzat per l'International Lawn Tennis Federation (ILTF). Fou la desena edició del circuit de tennis Grand Prix i consistia amb els torneigs de tennis reconeguts per la ILTF. Els torneigs es disputaren entre l'1 de gener i el 24 de desembre de 1979. En aquesta edició es van incorporar els sis darrers torneigs que formaven part del circuit rival World Championship Tennis i que va desaparèixer finalment.

## Calendari
Taula sobre el calendari complet dels torneigs que pertanyen a la temporada 1979 del Grand Prix. També s'inclouen els vencedors dels quadres individuals i dobles de cada torneig.
| Llegenda                 |
| ------------------------ |
| Grand Slam               |
| Grand Prix Masters       |
| Grand Prix               |
| Esdeveniments per equips |

| Data d'inici   | Torneig                   | Superfície   | Guanyador/s                                                                       | Finalista/es                           |
| -------------- | ------------------------- | ------------ | --------------------------------------------------------------------------------- | -------------------------------------- |
| 15 de gener    | Baltimore WCT             | Moqueta      | Harold Solomon                                                                    | Marty Riessen                          |
| 15 de gener    | Baltimore WCT             | Moqueta      | Sherwood Stewart / Marty Riessen                                                  | Anand Amritraj / Cliff Drysdale        |
| 15 de gener    | Birmingham                | Moqueta      | Jimmy Connors                                                                     | Eddie Dibbs                            |
| 15 de gener    | Birmingham                | Moqueta      | Dick Stockton / Stan Smith                                                        | Ilie Năstase / Tom Okker               |
| 22 de gener    | Filadèlfia                | Moqueta      | Jimmy Connors                                                                     | Arthur Ashe                            |
| 22 de gener    | Filadèlfia                | Moqueta      | Tom Okker / Wojciech Fibak                                                        | Peter Fleming / John McEnroe           |
| 29 de gener    | Little Rock               | Moqueta      | Vitas Gerulaitis                                                                  | Butch Walts                            |
| 29 de gener    | Little Rock               | Moqueta      | Vitas Gerulaitis / Vladimir Zednik                                                | Phil Dent / Colin Dibley               |
| 29 de gener    | Richmond WCT              | Moqueta      | Björn Borg                                                                        | Guillermo Vilas                        |
| 29 de gener    | Richmond WCT              | Moqueta      | John McEnroe / Brian Gottfried                                                    | Ion Țiriac / Guillermo Vilas           |
| 5 de febrer    | Boca Raton                | Terra batuda | Björn Borg                                                                        | Jimmy Connors                          |
| 12 de febrer   | Rancho Mirage             | Dura         | Roscoe Tanner                                                                     | Brian Gottfried                        |
| 12 de febrer   | Rancho Mirage             | Dura         | Sandy Mayer / Gene Mayer                                                          | Cliff Drysdale / Bruce Manson          |
| 12 de febrer   | Sarasota                  | Moqueta      | Johan Kriek                                                                       | Richard Meyer                          |
| 12 de febrer   | Sarasota                  | Moqueta      | Ilie Năstase / Steve Krulevitz                                                    | John James / Keith Richardson          |
| 19 de febrer   | Denver                    | Moqueta      | Wojciech Fibak                                                                    | Victor Amaya                           |
| 19 de febrer   | Denver                    | Moqueta      | Stan Smith / Robert Lutz                                                          | Wojciech Fibak / Tom Okker             |
| 19 de febrer   | Linz                      | Dura         | Peter Feigl                                                                       | Hans Kary                              |
| 19 de febrer   | Linz                      | Dura         | Gilles Moretton / Patrice Dominguez                                               | Szabolcz Baranyi / Péter Szőke         |
| 26 de febrer   | Lagos                     | Dura         | Hans Kary                                                                         | Peter Feigl                            |
| 26 de febrer   | Lagos                     | Dura         | Bruce Kleege / Joel Bailey                                                        | Ismail El Shafei / Peter Feigl         |
| 26 de febrer   | Memphis                   | Moqueta      | Jimmy Connors                                                                     | Arthur Ashe                            |
| 26 de febrer   | Memphis                   | Moqueta      | Tom Okker / Wojciech Fibak                                                        | Frew McMillan / Dick Stockton          |
| 12 de març     | Washington DC             | Dura         | Roscoe Tanner                                                                     | Brian Gottfried                        |
| 12 de març     | Washington DC             | Dura         | Stan Smith / Robert Lutz                                                          | Bob Carmichael / Brian Teacher         |
| 19 de març     | Nancy                     | Dura         | Yannick Noah                                                                      | Jean-Louis Haillet                     |
| 19 de març     | Nancy                     | Dura         | Karl Meiler / Klaus Eberhard                                                      | Robin Drysdale / Andrew Jarrett        |
| 19 de març     | Nova Orleans              | Moqueta      | John McEnroe                                                                      | Roscoe Tanner                          |
| 19 de març     | Nova Orleans              | Moqueta      | John McEnroe / Peter Fleming                                                      | Robert Lutz / Stan Smith               |
| 19 de març     | San José                  | Dura         | Bernard Mitton                                                                    | Tom Gorman                             |
| 19 de març     | San José                  | Dura         | Ion Țiriac / Guillermo Vilas                                                      | Anand Amritraj / Colin Dibley          |
| 26 de març     | Dayton                    | Moqueta      | Butch Walts                                                                       | Marty Riessen                          |
| 26 de març     | Dayton                    | Moqueta      | Bruce Manson / Cliff Drysdale                                                     | Ross Case / Phil Dent                  |
| 26 de març     | Milà                      | Moqueta      | John McEnroe                                                                      | John Alexander                         |
| 26 de març     | Milà                      | Moqueta      | John McEnroe / Peter Fleming                                                      | José Luis Clerc / Tomáš Šmíd           |
| 26 de març     | Stuttgart                 | Dura         | Wojciech Fibak                                                                    | Guillermo Vilas                        |
| 26 de març     | Stuttgart                 | Dura         | Tom Okker / Wojciech Fibak                                                        | Bob Carmichael / Brian Teacher         |
| 2 d'abril      | Niça                      | Terra batuda | Victor Pecci                                                                      | John Alexander                         |
| 2 d'abril      | Niça                      | Terra batuda | Peter McNamara / Paul McNamee                                                     | Pavel Složil / Tomáš Šmíd              |
| 2 d'abril      | Rotterdam                 | Moqueta      | Björn Borg                                                                        | John McEnroe                           |
| 2 d'abril      | Rotterdam                 | Moqueta      | John McEnroe / Peter Fleming                                                      | Heinz Günthardt / Bernard Mitton       |
| 9 d'abril      | El Caire                  | Terra batuda | Peter Feigl                                                                       | Carlos Kirmayr                         |
| 9 d'abril      | El Caire                  | Terra batuda | Peter McNamara / Paul McNamee                                                     | Anand Amritraj / Vijay Amritraj        |
| 9 d'abril      | Montecarlo                | Terra batuda | Björn Borg                                                                        | Vitas Gerulaitis                       |
| 9 d'abril      | Montecarlo                | Terra batuda | Raúl Ramírez / Ilie Năstase                                                       | Victor Pecci / Balázs Taróczy          |
| 9 d'abril      | Tulsa                     | Dura         | Jimmy Connors                                                                     | Eddie Dibbs                            |
| 9 d'abril      | Tulsa                     | Dura         | Eliot Teltscher / Francisco González                                              | Colin Dibley / Tom Gullikson           |
| 16 d'abril     | Houston                   | Moqueta      | José Higueras                                                                     | Gene Mayer                             |
| 16 d'abril     | Houston                   | Moqueta      | Sherwood Stewart / Gene Mayer                                                     | John Alexander / Geoff Masters         |
| 16 d'abril     | Johannesburg              | Dura         | José Luis Clerc                                                                   | Deon Joubert                           |
| 16 d'abril     | Johannesburg              | Dura         | Heinz Günthardt / Colin Dowdeswell                                                | Raymond Moore / Ilie Năstase           |
| 16 d'abril     | San Jose                  | Moqueta      | John McEnroe                                                                      | Peter Fleming                          |
| 16 d'abril     | San Jose                  | Moqueta      | John McEnroe / Peter Fleming                                                      | Hank Pfister / Brad Rowe               |
| 23 d'abril     | Las Vegas                 | Dura         | Björn Borg                                                                        | Jimmy Connors                          |
| 23 d'abril     | Las Vegas                 | Dura         | Sherwood Stewart / Marty Riessen                                                  | Adriano Panatta / Raúl Ramírez         |
| 30 d'abril     | Dallas WCT                | Moqueta      | John McEnroe                                                                      | Björn Borg                             |
| 7 de maig      | Nations Cup (Düsseldorf)  | Terra batuda | Austràlia                                                                         | Itàlia                                 |
| 14 de maig     | Florència                 | Terra batuda | Raúl Ramírez                                                                      | Karl Meiler                            |
| 14 de maig     | Florència                 | Terra batuda | Adriano Panatta / Paolo Bertolucci                                                | Ivan Lendl / Pavel Složil              |
| 14 de maig     | Hamburg                   | Terra batuda | José Higueras                                                                     | Harold Solomon                         |
| 14 de maig     | Hamburg                   | Terra batuda | Tomáš Šmíd / Jan Kodeš                                                            | Mark Edmondson / John Marks            |
| 21 de maig     | Roma                      | Terra batuda | Vitas Gerulaitis                                                                  | Guillermo Vilas                        |
| 21 de maig     | Roma                      | Terra batuda | Tomáš Šmíd / Peter Fleming                                                        | José Luis Clerc / Ilie Năstase         |
| 21 de maig     | Múnic                     | Terra batuda | Manuel Orantes                                                                    | Wojciech Fibak                         |
| 21 de maig     | Múnic                     | Terra batuda | Tom Okker / Wojciech Fibak                                                        | Jürgen Fassbender / Jean-Louis Haillet |
| 28 de maig     | Roland Garros             | Terra batuda | Björn Borg                                                                        | Victor Pecci                           |
| 28 de maig     | Roland Garros             | Terra batuda | Gene Mayer / Sandy Mayer                                                          | Ross Case / Phil Dent                  |
| 28 de maig     | Roland Garros             | Terra batuda | Wendy Turnbull / Bob Hewitt                                                       | Virginia Ruzici / Ion Țiriac           |
| 11 de juny     | Brussel·les               | Terra batuda | Balázs Taróczy                                                                    | Ivan Lendl                             |
| 11 de juny     | Brussel·les               | Terra batuda | Billy Martin / Peter McNamara                                                     | Carlos Kirmayr / Balázs Taróczy        |
| 11 de juny     | Londres                   | Gespa        | John McEnroe                                                                      | Victor Pecci                           |
| 11 de juny     | Londres                   | Gespa        | Tom Gullikson / Tim Gullikson                                                     | Marty Riessen / Sherwood Stewart       |
| 18 de juny     | Berlín                    | Terra batuda | Peter McNamara                                                                    | Patrice Dominguez                      |
| 18 de juny     | Berlín                    | Terra batuda | Ivan Lendl / Carlos Kirmayr                                                       | Jorge Andrew / Stanislav Birner        |
| 18 de juny     | Surbiton                  | Gespa        | Victor Amaya                                                                      | Mark Edmondson                         |
| 18 de juny     | Surbiton                  | Gespa        | Tom Gullikson / Tim Gullikson                                                     | Pat Du Pré / Marty Riessen             |
| 25 de juny     | Wimbledon                 | Gespa        | Björn Borg                                                                        | Roscoe Tanner                          |
| 25 de juny     | Wimbledon                 | Gespa        | John McEnroe / Peter Fleming                                                      | Brian Gottfried / Raúl Ramírez         |
| 25 de juny     | Wimbledon                 | Gespa        | Greer Stevens / Bob Hewitt                                                        | Betty Stöve / Frew McMillan            |
| 9 de juliol    | Forest Hills WCT          | Terra batuda | Eddie Dibbs                                                                       | Harold Solomon                         |
| 9 de juliol    | Forest Hills WCT          | Terra batuda | John McEnroe / Peter Fleming                                                      | Sandy Mayer / Gene Mayer               |
| 9 de juliol    | Gstaad                    | Terra batuda | Ulrich Pinner                                                                     | Peter McNamara                         |
| 9 de juliol    | Gstaad                    | Terra batuda | John Marks / Mark Edmondson                                                       | Ion Ţiriac / Guillermo Vilas           |
| 9 de juliol    | Newport                   | Gespa        | Brian Teacher                                                                     | Stan Smith                             |
| 9 de juliol    | Newport                   | Gespa        | Stan Smith / Robert Lutz                                                          | John James / Chris Kachel              |
| 16 de juliol   | Washington D.C.           | Terra batuda | Guillermo Vilas                                                                   | Victor Pecci                           |
| 16 de juliol   | Washington D.C.           | Terra batuda | Sherwood Stewart / Marty Riessen                                                  | Brian Gottfried / Raúl Ramírez         |
| 16 de juliol   | Båstad                    | Terra batuda | Björn Borg                                                                        | Balázs Taróczy                         |
| 16 de juliol   | Båstad                    | Terra batuda | Bob Hewitt / Heinz Günthardt                                                      | Mark Edmondson / John Marks            |
| 16 de juliol   | Stuttgart                 | Terra batuda | Tomáš Šmíd                                                                        | Ulrich Pinner                          |
| 16 de juliol   | Stuttgart                 | Terra batuda | Frew McMillan / Colin Dowdeswell                                                  | Wojciech Fibak / Pavel Složil          |
| 23 de juliol   | Hilversum                 | Terra batuda | Balázs Taróczy                                                                    | Tomáš Šmíd                             |
| 23 de juliol   | Hilversum                 | Terra batuda | Balázs Taróczy / Tom Okker                                                        | Jan Kodeš / Tomáš Šmíd                 |
| 23 de juliol   | Kitzbühel                 | Terra batuda | Vitas Gerulaitis                                                                  | Pavel Složil                           |
| 23 de juliol   | Kitzbühel                 | Terra batuda | Heinz Günthardt / Željko Franulović                                               | Dick Crealy / Antonio Zugarelli        |
| 23 de juliol   | Louisville                | Dura         | John Alexander                                                                    | Terry Moor                             |
| 23 de juliol   | Louisville                | Dura         | Sherwood Stewart / Marty Riessen                                                  | Vijay Amritraj / Raúl Ramírez          |
| 30 de juliol   | North Conway              | Terra batuda | Harold Solomon                                                                    | José Higueras                          |
| 30 de juliol   | North Conway              | Terra batuda | Guillermo Vilas / Ion Țiriac                                                      | John Sadri / Tim Wilkison              |
| 30 de juliol   | South Orange              | Terra batuda | John McEnroe                                                                      | John Lloyd                             |
| 30 de juliol   | South Orange              | Terra batuda | John McEnroe / Peter Fleming                                                      | Fritz Buehning / Bruce Nichols         |
| 6 d'agost      | Columbus                  | Terra batuda | Brian Gottfried                                                                   | Eddie Dibbs                            |
| 6 d'agost      | Columbus                  | Terra batuda | Brian Gottfried / Robert Lutz                                                     | Tim Gullikson / Tom Gullikson          |
| 6 d'agost      | Indianapolis              | Terra batuda | Jimmy Connors                                                                     | Guillermo Vilas                        |
| 6 d'agost      | Indianapolis              | Terra batuda | John McEnroe / Gene Mayer                                                         | Jan Kodeš / Tomáš Šmíd                 |
| 13 d'agost     | Cleveland                 | Dura         | Stan Smith                                                                        | Ilie Năstase                           |
| 13 d'agost     | Cleveland                 | Dura         | Stan Smith / Robert Lutz                                                          | Francisco González / Fred McNair       |
| 13 d'agost     | Toronto                   | Dura         | Björn Borg                                                                        | John McEnroe                           |
| 13 d'agost     | Toronto                   | Dura         | John McEnroe / Peter Fleming                                                      | Heinz Günthardt / Bob Hewitt           |
| 13 d'agost     | Stowe                     | Dura         | Jimmy Connors                                                                     | Mike Cahill                            |
| 13 d'agost     | Stowe                     | Dura         | Steve Krulevitz / Mike Cahill                                                     | Anand Amritraj / Colin Dibley          |
| 20 d'agost     | Boston                    | Terra batuda | José Higueras                                                                     | Hans Gildemeister                      |
| 20 d'agost     | Boston                    | Terra batuda | Kim Warwick / Syd Ball                                                            | Heinz Günthardt / Pavel Složil         |
| 20 d'agost     | Cincinnati                | Terra batuda | Peter Fleming                                                                     | Roscoe Tanner                          |
| 20 d'agost     | Cincinnati                | Terra batuda | Brian Gottfried / Ilie Năstase                                                    | Robert Lutz / Stan Smith               |
| 27 d'agost     | US Open                   | Dura         | John McEnroe                                                                      | Vitas Gerulaitis                       |
| 27 d'agost     | US Open                   | Dura         | John McEnroe / Peter Fleming                                                      | Robert Lutz / Stan Smith               |
| 27 d'agost     | US Open                   | Dura         | Greer Stevens / Bob Hewitt                                                        | Betty Stöve / Frew McMillan            |
| 3 de setembre  | Lafayette                 | Moqueta      | Marty Riessen                                                                     | Pat Du Pré                             |
| 3 de setembre  | Lafayette                 | Moqueta      | Sherwood Stewart / Marty Riessen                                                  | Vijay Amritraj / Eric Friedler         |
| 10 de setembre | Atlanta                   | Dura         | Eliot Teltscher                                                                   | John Alexander                         |
| 10 de setembre | Atlanta                   | Dura         | Ilie Năstase / Raymond Moore                                                      | Steve Docherty / Eliot Teltscher       |
| 10 de setembre | Woodlands                 | Dura         | Sherwood Stewart / Marty Riessen                                                  | Bob Carmichael / Tim Gullikson         |
| 17 de setembre | Los Angeles               | Moqueta      | Peter Fleming                                                                     | John McEnroe                           |
| 17 de setembre | Los Angeles               | Moqueta      | Sherwood Stewart / Marty Riessen                                                  | Wojciech Fibak / Frew McMillan         |
| 17 de setembre | Palerm                    | Terra batuda | Björn Borg                                                                        | Corrado Barazzutti                     |
| 17 de setembre | Palerm                    | Terra batuda | Peter McNamara / Paul McNamee                                                     | Ismail El Shafei / John Feaver         |
| 24 de setembre | Madrid                    | Terra batuda | Yannick Noah                                                                      | Manuel Orantes                         |
| 24 de setembre | Madrid                    | Terra batuda | Cassio Motta / Carlos Kirmayr                                                     | Robin Drysdale / John Feaver           |
| 24 de setembre | San Francisco             | Moqueta      | John McEnroe                                                                      | Peter Fleming                          |
| 24 de setembre | San Francisco             | Moqueta      | John McEnroe / Peter Fleming                                                      | Wojciech Fibak / Frew McMillan         |
| 1 d'octubre    | Bordeus                   | Terra batuda | Yannick Noah                                                                      | Harold Solomon                         |
| 1 d'octubre    | Bordeus                   | Terra batuda | Patrice Dominguez / Denis Naegelen                                                | Bernard Fritz / Iván Molina            |
| 1 d'octubre    | Maui                      | Dura         | Bill Scanlon                                                                      | Peter Fleming                          |
| 1 d'octubre    | Maui                      | Dura         | Nick Saviano / John Lloyd                                                         | Rod Frawley / Francisco González       |
| 8 d'octubre    | Barcelona                 | Terra batuda | Hans Gildemeister                                                                 | Eddie Dibbs                            |
| 8 d'octubre    | Barcelona                 | Terra batuda | Adriano Panatta / Paolo Bertolucci                                                | Cassio Motta / Carlos Kirmayr          |
| 8 d'octubre    | Tel-Aviv                  | Dura         | Tom Okker                                                                         | Per Hjertquist                         |
| 8 d'octubre    | Tel-Aviv                  | Dura         | Tom Okker / Ilie Năstase                                                          | Mike Cahill / Colin Dibley             |
| 8 d'octubre    | Brisbane                  | Gespa        | Phil Dent                                                                         | Ross Case                              |
| 8 d'octubre    | Brisbane                  | Gespa        | Geoff Masters / Ross Case                                                         | John James / Chris Kachel              |
| 15 d'octubre   | Basilea                   | Dura         | Brian Gottfried                                                                   | Johan Kriek                            |
| 15 d'octubre   | Basilea                   | Dura         | Frew McMillan / Bob Hewitt                                                        | Brian Gottfried / Raúl Ramírez         |
| 15 d'octubre   | Sydney                    | Dura         | Vitas Gerulaitis                                                                  | Guillermo Vilas                        |
| 15 d'octubre   | Sydney                    | Dura         | Francisco González / Rod Frawley                                                  | Vijay Amritraj / Pat Du Pré            |
| 22 d'octubre   | Tòquio                    | Terra batuda | Terry Moor                                                                        | Pat Du Pré                             |
| 22 d'octubre   | Tòquio                    | Terra batuda | Colin Dibley / Pat Du Pré                                                         | Rod Frawley / Francisco González       |
| 22 d'octubre   | Viena                     | Dura         | Stan Smith                                                                        | Wojciech Fibak                         |
| 22 d'octubre   | Viena                     | Dura         | John McEnroe / Peter Fleming                                                      | Brian Gottfried / Raúl Ramírez         |
| 29 d'octubre   | Colònia                   | Dura         | Gene Mayer                                                                        | Wojciech Fibak                         |
| 29 d'octubre   | Colònia                   | Dura         | Stan Smith / Gene Mayer                                                           | Heinz Günthardt / Pavel Složil         |
| 29 d'octubre   | París                     | Dura         | Harold Solomon                                                                    | Corrado Barazzutti                     |
| 29 d'octubre   | París                     | Dura         | Gilles Moretton / Jean-Louis Haillet                                              | John Lloyd / Tony Lloyd                |
| 29 d'octubre   | Tòquio                    | Moqueta      | Björn Borg                                                                        | Jimmy Connors                          |
| 29 d'octubre   | Tòquio                    | Moqueta      | Marty Riessen / Sherwood Stewart                                                  | Mike Cahill / Terry Moor               |
| 5 de novembre  | Hong Kong                 | Dura         | Jimmy Connors                                                                     | Pat Du Pré                             |
| 5 de novembre  | Hong Kong                 | Dura         | Pat Du Pré / Robert Lutz                                                          | Steve Denton / Jeff Turpin             |
| 5 de novembre  | Quito                     | Terra batuda | Victor Pecci                                                                      | José Higueras                          |
| 5 de novembre  | Quito                     | Terra batuda | Álvaro Fillol / Jaime Fillol                                                      | Iván Molina / Jairo Velasco, Sr.       |
| 5 de novembre  | Estocolm                  | Dura         | John McEnroe                                                                      | Gene Mayer                             |
| 5 de novembre  | Estocolm                  | Dura         | John McEnroe / Peter Fleming                                                      | Wojciech Fibak / Tom Okker             |
| 12 de novembre | Bogotà                    | Terra batuda | Victor Pecci                                                                      | Jairo Velasco, Sr.                     |
| 12 de novembre | Bogotà                    | Terra batuda | Jairo Velasco, Sr. / Emilio Montano                                               | Bruce Nichols / Charles Owens          |
| 12 de novembre | Taipei                    | Moqueta      | Robert Lutz                                                                       | Pat Du Pré                             |
| 12 de novembre | Taipei                    | Moqueta      | John Marks / Mark Edmondson                                                       | Robert Lutz / Pat Du Pré               |
| 12 de novembre | Wembley                   | Moqueta      | John McEnroe                                                                      | Harold Solomon                         |
| 12 de novembre | Wembley                   | Moqueta      | John McEnroe / Peter Fleming                                                      | Tomáš Šmíd / Stan Smith                |
| 19 de novembre | Bolonya                   | Moqueta      | Butch Walts                                                                       | Gianni Ocleppo                         |
| 19 de novembre | Bolonya                   | Moqueta      | John McEnroe / Peter Fleming                                                      | Fritz Buehning / Ferdi Taygan          |
| 19 de novembre | Bombai                    | Terra batuda | Vijay Amritraj                                                                    | Peter Elter                            |
| 19 de novembre | Bombai                    | Terra batuda | Jim Delaney / Chris Delaney                                                       | Thomas Fürst / Wolfgang Popp           |
| 19 de novembre | Buenos Aires              | Terra batuda | Guillermo Vilas                                                                   | José Luis Clerc                        |
| 19 de novembre | Buenos Aires              | Terra batuda | Sherwood Stewart / Tomáš Šmíd                                                     | Marcos Hocevar / João Soares           |
| 26 de novembre | Santiago                  | Terra batuda | Hans Gildemeister                                                                 | José Higueras                          |
| 26 de novembre | Santiago                  | Terra batuda | José Higueras / Jairo Velasco, Sr. vs. Álvaro Fillol / Jaime Fillol Final suspesa |                                        |
| 26 de novembre | Johannesburg              | Dura         | Andrew Pattison                                                                   | Victor Pecci                           |
| 26 de novembre | Johannesburg              | Dura         | Frew McMillan / Bob Hewitt                                                        | Mike Cahill / Buster Mottram           |
| 3 de desembre  | WCT Challenge Cup         | Moqueta      | Björn Borg                                                                        | Jimmy Connors                          |
| 10 de desembre | Adelaida                  | Gespa        | Kim Warwick                                                                       | Bernard Mitton                         |
| 10 de desembre | Adelaida                  | Gespa        | Chris Kachel / Colin Dibley                                                       | John Alexander / Phil Dent             |
| 17 de desembre | Sydney                    | Gespa        | Phil Dent                                                                         | Hank Pfister                           |
| 17 de desembre | Sydney                    | Gespa        | Peter McNamara / Paul McNamee                                                     | Steve Docherty / John Chris Lewis      |
| 24 de desembre | Open d'Austràlia          | Dura         | Guillermo Vilas                                                                   | John Sadri                             |
| 24 de desembre | Open d'Austràlia          | Dura         | Peter McNamara / Paul McNamee                                                     | Paul Kronk / Cliff Letcher             |
| 31 de desembre | Hobart                    | Dura         | Shlomo Glickstein                                                                 | Robert Van't Hof                       |
| 31 de desembre | Hobart                    | Dura         | John James / Chris Kachel                                                         | Phil Davies / Brad Guan                |
| 31 de desembre | Auckland                  | Dura         | John Sadri                                                                        | Tim Wilkison                           |
| 31 de desembre | Auckland                  | Dura         | Peter Feigl / Rod Frawley                                                         | John Sadri / Tim Wilkison              |
| 31 de desembre | Masters Doubles WCT       | Moqueta      | Raúl Ramírez / Brian Gottfried                                                    | Wojciech Fibak / Tom Okker             |
| 7 de gener     | Perth                     | Gespa        | Colin Dibley                                                                      | Chris Delaney                          |
| 7 de gener     | Perth                     | Gespa        | Cliff Letcher / Syd Ball                                                          | Dale Collings / Dick Crealey           |
| 7 de gener     | Volvo Masters (Nova York) | Moqueta      | Björn Borg                                                                        | Vitas Gerulaitis                       |
| 7 de gener     | Volvo Masters (Nova York) | Moqueta      | Peter Fleming / John McEnroe                                                      | Peter McNamara / Paul McNamee          |

## Estadístiques
La següent taula mostra el nombre de títols aconseguits de forma individual (I), dobles (D) i dobles mixtes (X) aconseguits per cada tennista i també per països durant la temporada 1979. Els torneigs estan classificats segons la seva categoria dins el calendari Grand Prix 1979: Grand Slams, Grand Prix Masters i Grand Prix. L'ordre del jugadors s'ha establert a partir del nombre total de títols i llavors segons la categoria dels títols.

### Títols per tennista
| Total | Tennista           | Grand Slam | Grand Slam | Grand Slam | Grand Prix Masters | Grand Prix Masters | Grand Prix | Grand Prix | Resum | Resum | Resum |
| Total | Tennista           | I          | D          | X          | I                  | D                  | I          | D          | I     | D     | X     |
| ----- | ------------------ | ---------- | ---------- | ---------- | ------------------ | ------------------ | ---------- | ---------- | ----- | ----- | ----- |
| 27    | John McEnroe       | 1          | 2          |            |                    | 1                  | 9          | 14         | 10    | 17    | 0     |
| 18    | Peter Fleming      |            | 2          |            |                    | 1                  | 2          | 13         | 2     | 16    | 0     |
| 13    | Björn Borg         | 2          |            |            | 1                  |                    | 10         |            | 13    | 0     | 0     |
| 10    | Sherwood Stewart   |            |            |            |                    |                    |            | 10         | 0     | 10    | 0     |
| 9     | Marty Riessen      |            |            |            |                    |                    | 1          | 8          | 1     | 8     | 0     |
| 8     | Stan Smith         |            |            |            |                    |                    | 1          | 7          | 1     | 7     | 0     |
| 7     | Peter McNamara     |            | 1          |            |                    |                    | 1          | 5          | 1     | 6     | 0     |
| 7     | Jimmy Connors      |            |            |            |                    |                    | 7          |            | 7     | 0     | 0     |
| 7     | Robert Lutz        |            |            |            |                    |                    | 1          | 6          | 1     | 6     | 0     |
| 7     | Tom Okker          |            |            |            |                    |                    | 1          | 6          | 1     | 6     | 0     |
| 6     | / Bob Hewitt       |            |            | 3          |                    |                    |            | 3          | 0     | 3     | 3     |
| 6     | Gene Mayer         |            | 1          |            |                    |                    | 1          | 4          | 1     | 5     | 0     |
| 6     | Wojciech Fibak     |            |            |            |                    |                    | 2          | 4          | 2     | 4     | 0     |
| 6     | Brian Gottfried    |            |            |            |                    |                    | 2          | 4          | 2     | 4     | 0     |
| 5     | Guillermo Vilas    | 1          |            |            |                    |                    | 2          | 2          | 3     | 2     | 0     |
| 5     | Paul McNamee       |            | 1          |            |                    |                    |            | 4          | 0     | 5     | 0     |
| 5     | Vitas Gerulaitis   |            |            |            |                    |                    | 4          | 1          | 4     | 1     | 0     |
| 5     | Ilie Năstase       |            |            |            |                    |                    |            | 5          | 0     | 5     | 0     |
| 4     | Tomáš Šmíd         |            |            |            |                    |                    | 3          | 1          | 3     | 1     | 0     |
| 3     | José Higueras      |            |            |            |                    |                    | 3          |            | 3     | 0     | 0     |
| 3     | Yannick Noah       |            |            |            |                    |                    | 3          |            | 3     | 0     | 0     |
| 3     | Victor Pecci       |            |            |            |                    |                    | 3          |            | 3     | 0     | 0     |
| 3     | Harold Solomon     |            |            |            |                    |                    | 3          |            | 3     | 0     | 0     |
| 3     | Peter Feigl        |            |            |            |                    |                    | 2          | 1          | 2     | 1     | 0     |
| 3     | Balázs Taróczy     |            |            |            |                    |                    | 2          | 1          | 2     | 1     | 0     |
| 3     | Colin Dibley       |            |            |            |                    |                    | 1          | 2          | 1     | 2     | 0     |
| 3     | Raúl Ramírez       |            |            |            |                    |                    | 1          | 2          | 1     | 2     | 0     |
| 3     | Heinz Günthardt    |            |            |            |                    |                    |            | 3          | 0     | 3     | 0     |
| 3     | Frew McMillan      |            |            |            |                    |                    |            | 3          | 0     | 3     | 0     |
| 2     | Sandy Mayer        |            | 1          |            |                    |                    |            | 1          | 0     | 2     | 0     |
| 2     | Phil Dent          |            |            |            |                    |                    | 2          |            | 2     | 0     | 0     |
| 2     | Hans Gildemeister  |            |            |            |                    |                    | 2          |            | 2     | 0     | 0     |
| 2     | Roscoe Tanner      |            |            |            |                    |                    | 2          |            | 2     | 0     | 0     |
| 2     | Butch Walts        |            |            |            |                    |                    | 2          |            | 2     | 0     | 0     |
| 2     | Eliot Teltscher    |            |            |            |                    |                    | 1          | 1          | 1     | 1     | 0     |
| 2     | Kim Warwick        |            |            |            |                    |                    | 1          | 1          | 1     | 1     | 0     |
| 2     | Syd Ball           |            |            |            |                    |                    |            | 2          | 0     | 2     | 0     |
| 2     | Paolo Bertolucci   |            |            |            |                    |                    |            | 2          | 0     | 2     | 0     |
| 2     | Patrice Dominguez  |            |            |            |                    |                    |            | 2          | 0     | 2     | 0     |
| 2     | Colin Dowdeswell   |            |            |            |                    |                    |            | 2          | 0     | 2     | 0     |
| 2     | Pat Du Pré         |            |            |            |                    |                    |            | 2          | 0     | 2     | 0     |
| 2     | Mark Edmondson     |            |            |            |                    |                    |            | 2          | 0     | 2     | 0     |
| 2     | Rod Frawley        |            |            |            |                    |                    |            | 2          | 0     | 2     | 0     |
| 2     | Francisco González |            |            |            |                    |                    |            | 2          | 0     | 2     | 0     |
| 2     | Tim Gullikson      |            |            |            |                    |                    |            | 2          | 0     | 2     | 0     |
| 2     | Tom Gullikson      |            |            |            |                    |                    |            | 2          | 0     | 2     | 0     |
| 2     | Chris Kachel       |            |            |            |                    |                    |            | 2          | 0     | 2     | 0     |
| 2     | Carlos Kirmayr     |            |            |            |                    |                    |            | 2          | 0     | 2     | 0     |
| 2     | Steve Krulevitz    |            |            |            |                    |                    |            | 2          | 0     | 2     | 0     |
| 2     | John Marks         |            |            |            |                    |                    |            | 2          | 0     | 2     | 0     |
| 2     | Gilles Moretton    |            |            |            |                    |                    |            | 2          | 0     | 2     | 0     |
| 2     | Adriano Panatta    |            |            |            |                    |                    |            | 2          | 0     | 2     | 0     |
| 2     | Ion Țiriac         |            |            |            |                    |                    |            | 2          | 0     | 2     | 0     |
| 1     | John Alexander     |            |            |            |                    |                    | 1          |            | 1     | 0     | 0     |
| 1     | Victor Amaya       |            |            |            |                    |                    | 1          |            | 1     | 0     | 0     |
| 1     | Vijay Amritraj     |            |            |            |                    |                    | 1          |            | 1     | 0     | 0     |
| 1     | José Luis Clerc    |            |            |            |                    |                    | 1          |            | 1     | 0     | 0     |
| 1     | Eddie Dibbs        |            |            |            |                    |                    | 1          |            | 1     | 0     | 0     |
| 1     | Shlomo Glickstein  |            |            |            |                    |                    | 1          |            | 1     | 0     | 0     |
| 1     | Hans Kary          |            |            |            |                    |                    | 1          |            | 1     | 0     | 0     |
| 1     | Jan Kodeš          |            |            |            |                    |                    | 1          |            | 1     | 0     | 0     |
| 1     | Johan Kriek        |            |            |            |                    |                    | 1          |            | 1     | 0     | 0     |
| 1     | Bernard Mitton     |            |            |            |                    |                    | 1          |            | 1     | 0     | 0     |
| 1     | Terry Moor         |            |            |            |                    |                    | 1          |            | 1     | 0     | 0     |
| 1     | Manuel Orantes     |            |            |            |                    |                    | 1          |            | 1     | 0     | 0     |
| 1     | Andrew Pattison    |            |            |            |                    |                    | 1          |            | 1     | 0     | 0     |
| 1     | Ulrich Pinner      |            |            |            |                    |                    | 1          |            | 1     | 0     | 0     |
| 1     | Brian Teacher      |            |            |            |                    |                    | 1          |            | 1     | 0     | 0     |
| 1     | John Sadri         |            |            |            |                    |                    | 1          |            | 1     | 0     | 0     |
| 1     | Bill Scanlon       |            |            |            |                    |                    | 1          |            | 1     | 0     | 0     |
| 1     | Joel Bailey        |            |            |            |                    |                    |            | 1          | 0     | 1     | 0     |
| 1     | Mike Cahill        |            |            |            |                    |                    |            | 1          | 0     | 1     | 0     |
| 1     | Ross Case          |            |            |            |                    |                    |            | 1          | 0     | 1     | 0     |
| 1     | Chris Delaney      |            |            |            |                    |                    |            | 1          | 0     | 1     | 0     |
| 1     | Jim Delaney        |            |            |            |                    |                    |            | 1          | 0     | 1     | 0     |
| 1     | Cliff Drysdale     |            |            |            |                    |                    |            | 1          | 0     | 1     | 0     |
| 1     | Klaus Eberhard     |            |            |            |                    |                    |            | 1          | 0     | 1     | 0     |
| 1     | Álvaro Fillol      |            |            |            |                    |                    |            | 1          | 0     | 1     | 0     |
| 1     | Jaime Fillol       |            |            |            |                    |                    |            | 1          | 0     | 1     | 0     |
| 1     | Željko Franulović  |            |            |            |                    |                    |            | 1          | 0     | 1     | 0     |
| 1     | Jean-Louis Haillet |            |            |            |                    |                    |            | 1          | 0     | 1     | 0     |
| 1     | John James         |            |            |            |                    |                    |            | 1          | 0     | 1     | 0     |
| 1     | Bruce Kleege       |            |            |            |                    |                    |            | 1          | 0     | 1     | 0     |
| 1     | Ivan Lendl         |            |            |            |                    |                    |            | 1          | 0     | 1     | 0     |
| 1     | Cliff Letcher      |            |            |            |                    |                    |            | 1          | 0     | 1     | 0     |
| 1     | John Lloyd         |            |            |            |                    |                    |            | 1          | 0     | 1     | 0     |
| 1     | Bruce Manson       |            |            |            |                    |                    |            | 1          | 0     | 1     | 0     |
| 1     | Billy Martin       |            |            |            |                    |                    |            | 1          | 0     | 1     | 0     |
| 1     | Geoff Masters      |            |            |            |                    |                    |            | 1          | 0     | 1     | 0     |
| 1     | Karl Meiler        |            |            |            |                    |                    |            | 1          | 0     | 1     | 0     |
| 1     | Emilio Montano     |            |            |            |                    |                    |            | 1          | 0     | 1     | 0     |
| 1     | Raymond Moore      |            |            |            |                    |                    |            | 1          | 0     | 1     | 0     |
| 1     | Cassio Motta       |            |            |            |                    |                    |            | 1          | 0     | 1     | 0     |
| 1     | Denis Naegelen     |            |            |            |                    |                    |            | 1          | 0     | 1     | 0     |
| 1     | Nick Saviano       |            |            |            |                    |                    |            | 1          | 0     | 1     | 0     |
| 1     | Dick Stockton      |            |            |            |                    |                    |            | 1          | 0     | 1     | 0     |
| 1     | Jairo Velasco, Sr. |            |            |            |                    |                    |            | 1          | 0     | 1     | 0     |
| 1     | Vladimir Zednik    |            |            |            |                    |                    |            | 1          | 0     | 1     | 0     |

### Títols per país
| Total | País                | Grand Slam | Grand Slam | Grand Slam | Grand Prix Masters | Grand Prix Masters | Grand Prix | Grand Prix | Resum | Resum | Resum |
| Total | País                | I          | D          | X          | I                  | D                  | I          | D          | I     | D     | X     |
| ----- | ------------------- | ---------- | ---------- | ---------- | ------------------ | ------------------ | ---------- | ---------- | ----- | ----- | ----- |
| 97    | Estats Units        | 1          | 3          |            |                    | 1                  | 44         | 48         | 45    | 52    | 0     |
| 23    | Austràlia           |            | 1          | 1          |                    |                    | 6          | 15         | 6     | 16    | 1     |
| 13    | Suècia              | 2          |            |            | 1                  |                    | 10         |            | 13    | 0     | 0     |
| 10    | Sud-àfrica          |            |            | 2          |                    |                    | 2          | 6          | 2     | 6     | 2     |
| 7     | Països Baixos       |            |            |            |                    |                    | 1          | 6          | 1     | 6     | 0     |
| 7     | Romania             |            |            |            |                    |                    |            | 7          | 0     | 7     | 0     |
| 6     | Argentina           | 1          |            |            |                    |                    | 4          | 1          | 5     | 1     | 0     |
| 6     | França              |            |            |            |                    |                    | 3          | 3          | 3     | 3     | 0     |
| 6     | Polònia             |            |            |            |                    |                    | 2          | 4          | 2     | 4     | 0     |
| 6     | Txecoslovàquia      |            |            |            |                    |                    |            | 6          | 0     | 6     | 0     |
| 5     | Paraguai            |            |            |            |                    |                    | 3          | 2          | 3     | 2     | 0     |
| 4     | Àustria             |            |            |            |                    |                    | 4          |            | 4     | 0     | 0     |
| 4     | Espanya             |            |            |            |                    |                    | 4          |            | 4     | 0     | 0     |
| 4     | Mèxic               |            |            |            |                    |                    | 1          | 3          | 1     | 3     | 0     |
| 4     | Suïssa              |            |            |            |                    |                    |            | 4          | 0     | 4     | 0     |
| 3     | Hongria             |            |            |            |                    |                    | 2          | 1          | 2     | 1     | 0     |
| 3     | Xile                |            |            |            |                    |                    | 2          | 1          | 2     | 1     | 0     |
| 2     | Alemanya Occidental |            |            |            |                    |                    | 1          | 1          | 1     | 1     | 0     |
| 2     | Brasil              |            |            |            |                    |                    |            | 2          | 0     | 2     | 0     |
| 2     | Itàlia              |            |            |            |                    |                    |            | 2          | 0     | 2     | 0     |
| 1     | Índia               |            |            |            |                    |                    | 1          |            | 1     | 0     | 0     |
| 1     | Israel              |            |            |            |                    |                    | 1          |            | 1     | 0     | 0     |
| 1     | Colòmbia            |            |            |            |                    |                    |            | 1          | 0     | 1     | 0     |
| 1     | Iugoslàvia          |            |            |            |                    |                    |            | 1          | 0     | 1     | 0     |
| 1     | Regne Unit          |            |            |            |                    |                    |            | 1          | 0     | 1     | 0     |

## Rànquings

### Individual
| Rànquing individual ATP 1979 | Rànquing individual ATP 1979 | Rànquing individual ATP 1979 | Rànquing individual ATP 1979 | Rànquing individual ATP 1979 | Rànquing individual ATP 1979 |
| Pos.                         | Tennista                     | Punts                        | Torneigs                     | Ant.                         | Mov.                         |
| ---------------------------- | ---------------------------- | ---------------------------- | ---------------------------- | ---------------------------- | ---------------------------- |
| 1                            | Björn Borg                   |                              |                              | 2                            | 1                            |
| 2                            | Jimmy Connors                |                              |                              | 1                            | 1                            |
| 3                            | John McEnroe                 |                              |                              | 4                            | 1                            |
| 4                            | Vitas Gerulaitis             |                              |                              | 5                            | 1                            |
| 5                            | Roscoe Tanner                |                              |                              | 11                           | 6                            |
| 6                            | Guillermo Vilas              |                              |                              | 3                            | 3                            |
| 7                            | Arthur Ashe                  |                              |                              | 13                           | 6                            |
| 8                            | Harold Solomon               |                              |                              | 9                            | 1                            |
| 9                            | José Higueras                |                              |                              | 14                           | 5                            |
| 10                           | Eddie Dibbs                  |                              |                              | 6                            | 4                            |
| 11                           | Víctor Pecci                 |                              |                              | 46                           | 35                           |
| 12                           | Gene Mayer                   |                              |                              | 64                           | 52                           |
| 13                           | Peter Fleming                |                              |                              | 26                           | 13                           |
| 14                           | Hans Gildemeister            |                              |                              | 27                           | 13                           |
| 15                           | Wojciech Fibak               |                              |                              | 21                           | 6                            |
| 16                           | José Luis Clerc              |                              |                              | 15                           | 1                            |
| 17                           | Brian Gottfried              |                              |                              | 7                            | 10                           |
| 18                           | Pat Du Pré                   |                              |                              | 33                           | 15                           |
| 19                           | Manuel Orantes               |                              |                              | 12                           | 7                            |
| 20                           | Ivan Lendl                   |                              |                              | 74                           | 54                           |

## Distribució de punts
| Categoria  | G        | F        | SF       | QF      | R16    | R32    | R64   |
| Grand Slam | 350 (70) | 245 (49) | 140 (28) | 70 (14) | 35 (7) | 17 (3) | 9 (−) |
| +300,000$  | 300 (60) | 210 (42) | 120 (24) | 60 (12) | 30 (6) | 15 (−) | −     |
| +275,000$  | 275 (55) | 192 (38) | 110 (22) | 55 (11) | 27 (6) | 13 (−) | −     |
| +250,000$  | 250 (50) | 175 (35) | 100 (20) | 50 (10) | 25 (5) | 12 (−) | 6 (−) |
| +225,000$  | 225 (45) | 157 (31) | 90 (18)  | 45 (9)  | 22 (5) | 11 (−) | −     |
| +200,000$  | 200 (40) | 140 (28) | 80 (16)  | 40 (8)  | 20 (4) | 10 (−) | −     |
| +175,000$  | 175 (35) | 122 (24) | 70 (14)  | 35 (7)  | 17 (3) | 9 (−)  | −     |
| +150,000$  | 150 (30) | 104 (20) | 60 (12)  | 30 (6)  | 14 (3) | 7 (−)  | −     |
| +125,000$  | 125 (25) | 87 (17)  | 50 (10)  | 25 (5)  | 12 (2) | 6 (−)  | −     |
| +100,000$  | 100 (20) | 70 (14)  | 40 (8)   | 20 (4)  | 10 (2) | 5 (−)  | −     |
| +75,000$   | 75 (15)  | 52 (10)  | 30 (6)   | 15 (3)  | 7 (−)  | −      | −     |
| +50,000$   | 50 (10)  | 35 (7)   | 20 (4)   | 10 (2)  | 5 (−)  | −      | −     |

En parèntesis els punts del quadre de dobles.